# Resolució 1059 del Consell de Seguretat de les Nacions Unides
La Resolució 1059 del Consell de Seguretat de les Nacions Unides fou adoptada per unanimitat el 31 de maig de 1996. Després de recordar totes les resolucions sobre la situació a Libèria, en particular la Resolució 1041 (1996), el Consell va prorrogar el mandat de la Missió d'Observació de les Nacions Unides a Libèria (UNOMIL) fins al 31 d'agost de 1996 i va discutir sobre la situació de seguretat al país.
La violència a Libèria s'havia intensificat en violació de l'acord d'Abuja, i el Consell de Seguretat va posar l'accent en la importància de la capital Monròvia com una zona segura. L'observança de l'alto el foc havia acabat i es van reprendre les hostilitats, fins i tot a la capital. Mentre que el Grup de Monitorització de la Comunitat Econòmica dels Estats de l'Àfrica Occidental (ECOMOG) havia desplegat més tropes a la ciutat, la Comunitat Econòmica dels Estats d'Àfrica Occidental (CEDEAO) havia adoptat un mecanisme per a la represa de l'aplicació de l'Acord d'Abuja.
El Consell de Seguretat va prorrogar el mandat de la força d'observació de la UNOMIL a Libèria fins al 31 d'agost de 1996, i a causa del deteriorament de la seguretat, la seva mida, que va reduir temporalment segons ordres del secretari general Boutros Boutros-Ghali. Va ser condemnats tots els atacs contra ECOMOG (la força de pacificació de l'ECOWAS), la UNOMIL i les agències d'ajuda humanitària, així com el saqueig dels seus béns. Es va convidar a les parts a que complissin els seus acords, l'observació de l'alto el foc i la retirada de Monròvia. Es va recordar a tots els països que havien d'observar l'embargament d'armes contra Libèria imposat en la Resolució 788 (1992) i informar-ne de les violacions al Comitè establert en la Resolució 985 (1995).
Finalment la Resolució 1059 va donar suport a la postura de l'ECOWAS pel que fa a no reconèixer cap govern que arribi al poder a Libèria mitjançant l'ús de la força. Posteriorment es podrien considerar altres mesures contra aquells que haguessin violat contínuament les resolucions del Consell de Seguretat.